# Muri (Argòvia)
Muri és un municipi del cantó d'Argòvia (Suïssa), situat al districte de Muri.